# Mason Geertsen
Mason Geertsen, född 19 april 1995, är en kanadensisk professionell ishockeyback som spelar för New Jersey Devils i National Hockey League (NHL). Han har tidigare spelat för Lake Erie Monsters, San Antonio Rampage, Colorado Eagles och Hartford Wolf Pack i American Hockey League (AHL); Fort Wayne Komets och Colorado Eagles i ECHL samt Edmonton Oil Kings och Vancouver Giants i Western Hockey League (WHL).
Geertsen draftades av Colorado Avalanche i fjärde rundan i 2013 års draft som 93:e spelare totalt.

## Statistik
| 2008–2009   | Leduc Oil Kings     | AMBHL       | 27  | 0  | 2  | 2  | 16  | —  | — | — | — | —  |
| 2009–2010   | Leduc Oil Kings     | AMBHL       | 33  | 5  | 17 | 22 | 38  | —  | — | — | — | —  |
|             | Leduc Oil Kings     | AMMHL       | 2   | 0  | 0  | 0  | 0   | —  | — | — | — | —  |
| 2010–2011   | Sherwood Park Kings | AMHL        | 31  | 3  | 7  | 10 | 84  | 10 | 1 | 2 | 3 | 24 |
|             | Edmonton Oil Kings  | WHL         | 3   | 0  | 0  | 0  | 2   | —  | — | — | — | —  |
| 2011–2012   | Edmonton Oil Kings  | WHL         | 34  | 0  | 3  | 3  | 70  | —  | — | — | — | —  |
| 2012–2013   | Edmonton Oil Kings  | WHL         | 15  | 0  | 4  | 4  | 32  | —  | — | — | — | —  |
|             | Vancouver Giants    | WHL         | 58  | 2  | 8  | 10 | 98  | —  | — | — | — | —  |
| 2013–2014   | Vancouver Giants    | WHL         | 66  | 4  | 19 | 23 | 126 | 4  | 0 | 0 | 0 | 14 |
| 2014–2015   | Vancouver Giants    | WHL         | 69  | 13 | 25 | 38 | 107 | —  | — | — | — | —  |
|             | Lake Erie Monsters  | AHL         | 9   | 0  | 0  | 0  | 2   | —  | — | — | — | —  |
| 2015–2016   | San Antonio Rampage | AHL         | 42  | 0  | 8  | 8  | 62  | —  | — | — | — | —  |
|             | Fort Wayne Komets   | ECHL        | 21  | 1  | 3  | 4  | 18  | 14 | 0 | 3 | 3 | 15 |
| 2016–2017   | San Antonio Rampage | AHL         | 36  | 0  | 4  | 4  | 52  | —  | — | — | — | —  |
|             | Colorado Eagles     | ECHL        | 9   | 0  | 5  | 5  | 14  | 19 | 1 | 3 | 4 | 42 |
| 2017–2018   | San Antonio Rampage | AHL         | 72  | 3  | 6  | 9  | 117 | —  | — | — | — | —  |
| 2018–2019   | Colorado Eagles     | AHL         | 58  | 3  | 13 | 16 | 134 | 4  | 0 | 0 | 0 | 8  |
| 2019–2020   | Hartford Wolf Pack  | AHL         | 60  | 0  | 8  | 8  | 109 | —  | — | — | — | —  |
| 2020–2021   | Hartford Wolf Pack  | AHL         | 20  | 3  | 2  | 5  | 43  | —  | — | — | — | —  |
| 2021–2022   | New Jersey Devils   | NHL         | 1   | 0  | 0  | 0  | 15  | —  | — | — | — | —  |
| NHL totalt  | NHL totalt          | NHL totalt  | 1   | 0  | 0  | 0  | 15  | —  | — | — | — | —  |
| AHL totalt  | AHL totalt          | AHL totalt  | 297 | 9  | 41 | 50 | 519 | 4  | 0 | 0 | 0 | 8  |
| ECHL totalt | ECHL totalt         | ECHL totalt | 30  | 1  | 8  | 9  | 32  | 33 | 1 | 6 | 7 | 57 |
| WHL totalt  | WHL totalt          | WHL totalt  | 245 | 19 | 59 | 78 | 435 | 4  | 0 | 0 | 0 | 14 |